# Gran Premi dels Països Baixos del 1973
Resultats del Gran Premi dels Països Baixos de Fórmula 1 de la temporada 1973, disputat al Circuit de Zandvoort, el 29 de juliol del 1973.

## Resultats
| Pos | No | Pilot                | Equip               | Voltes | Temps/ Retirada          | Pos. de sortida | Punts |
| --- | -- | -------------------- | ------------------- | ------ | ------------------------ | --------------- | ----- |
| 1   | 5  | Jackie Stewart       | Tyrrell - Ford      | 72     | 1h 39' 12. 4             | 2               | 9     |
| 2   | 6  | François Cevert      | Tyrrell - Ford      | 72     | + 15.83 s                | 3               | 6     |
| 3   | 27 | James Hunt           | March - Ford        | 72     | + 1' 03.01 min.          | 7               | 4     |
| 4   | 8  | Peter Revson         | McLaren - Ford      | 72     | + 1' 09.13 min.          | 6               | 3     |
| 5   | 20 | Jean Pierre Beltoise | BRM                 | 72     | + 1' 13.37 min.          | 9               | 2     |
| 6   | 26 | Gijs Van Lennep      | Iso Marlboro - Ford | 70     | + 2 Voltes               | 20              | 1     |
| 7   | 24 | Carlos Pace          | Surtees - Ford      | 69     | + 3 Voltes               | 8               |       |
| 8   | 19 | Clay Regazzoni       | BRM                 | 68     | + 4 Voltes               | 12              |       |
| 9   | 25 | Howden Ganley        | Iso Marlboro - Ford | 68     | + 4 Voltes               | 15              |       |
| 10  | 16 | George Follmer       | Shadow - Ford       | 67     | + 5 Voltes               | 22              |       |
| 11  | 2  | Ronnie Peterson      | Lotus - Ford        | 66     | Motor                    | 1               |       |
| NC  | 12 | Graham Hill          | Shadow - Ford       | 56     | No Classificat           | 17              |       |
| Ret | 21 | Niki Lauda           | BRM                 | 52     | Bomba del combust.       | 11              |       |
| Ret | 23 | Mike Hailwood        | Surtees - Ford      | 52     | Part elèctrica           | 24              |       |
| Ret | 7  | Denny Hulme          | McLaren - Ford      | 31     | Motor                    | 4               |       |
| Ret | 11 | Wilson Fittipaldi    | Brabham - Ford      | 27     | Accident                 | 13              |       |
| Ret | 22 | Chris Amon           | Tecno               | 22     | Prob. amb el combustible | 19              |       |
| Ret | 10 | Carlos Reutemann     | Brabham - Ford      | 9      | Pneumàtics               | 5               |       |
| WD  | 18 | David Purley         | March - Ford        | 8      | Retirat                  | 21              |       |
| Ret | 14 | Roger Williamson     | March - Ford        | 7      | Accident Mortal          | 18              |       |
| Ret | 1  | Emerson Fittipaldi   | Lotus - Ford        | 2      | Prob. físics             | 16              |       |
| Ret | 15 | Mike Beuttler        | March - Ford        | 2      | Part elèctrica           | 23              |       |
| Ret | 17 | Jackie Oliver        | Shadow - Ford       | 1      | Accident                 | 10              |       |
| NVS | 28 | Rikky von Opel       | Ensign - Ford       | 0      | No va sortir             | 14              |       |

## Altres
- Pole: Ronnie Peterson 1' 19. 47

- Volta ràpida: Ronnie Peterson 1' 20. 31 (a la volta 42)